# 五代十國侯爵列表
五代十国侯爵称開國侯，分为開國郡侯和開國縣侯两种，開國縣侯沿置于两晋南北朝隋唐；開國郡侯北朝、隋朝、唐朝前中期不设，晚唐始置，至五代十国开始普遍化。
下表列出五代十国可考的侯爵。關於五代十国的其他各类爵位，見五代十国藩王列表、五代十國公爵列表、五代十国伯爵列表、五代十国子爵列表、五代十国男爵列表。

## 后梁
- 敬翔，平阳郡开国侯
- 姚洎，吴兴郡开国侯
- 袁象先，濮阳郡开国侯
- 钱传璙，大彭郡开国侯
- 朱友能，房陵侯
- 段凝，开国侯（封邑不详）
- 贺瓌，开国侯（封邑不详）

## 后唐
- 康思立，会稽郡开国侯
- 郑珏，荥阳郡开国侯
- 任圜，乐安郡开国侯
- 冯道，始平郡开国侯
- 郭崇韬，太原县开国侯
- 李继岌，陇西县开国侯
- 孙汉韶，乐安县开国侯
- 李愚，平棘县开国侯
- 康福，开国侯（封邑不详）

## 后晋
- 相里金，西河郡开国侯

## 后汉
- 高保融，渤海郡开国侯
- 王饶，开国侯（封邑不详）

## 后周
- 郭荣，太原郡开国侯
- 刘言，彭城郡开国侯

## 南唐
- 王彦俦，太原郡开国侯

## 吴越
- 钱元璲，永嘉侯
- 钱传(王瞿)，余姚侯
- 钱传球，大彭侯、扶南侯
- 钱元㻑，金华侯
- 钱元瑾，金华侯
- 钱元珦，淮阴侯
- 钱传璛，新安侯
- 钱传璞，钱塘侯
- 钱元琳，吴兴侯
- 钱元琛，大彭侯
- 钱元珪，钱塘侯
- 钱弘僎，琼山侯
- 钱弘侑，西安侯
- 钱弘仪，彭城侯
- 钱昱，富水侯
- 钱郁，西平侯

## 大长和国
- 郑昭淳，归仁庆侯